# 2015 à Nauru
Cet article présente les faits marquants de l'année 2015 à Nauru.

## Évènements
- 4 mars : 183 réfugiés politiques relogés sur l'île sont arrêtés lors d'une manifestation où ils protestaient contre des violences subies de la part de Nauruans. Demandeurs d'asile en Australie, ils avaient été expédiés dans un centre de détention à Nauru, puis relâchés et autorisés à s'installer provisoirement à Nauru, ayant été reconnus comme réfugiés[1].

- 8 juin : La Australian Broadcasting Corporation (ABC) révèle que l'actuel Président de Nauru, Baron Waqa, son ministre de la Justice David Adeang et plusieurs autres députés les soutenant auraient reçu entre eux plusieurs centaines de milliers de dollars australiens en pots-de-vin de la part de la compagnie australienne de commerce de phosphate Getax en 2009 et en 2010, alors qu'ils étaient députés d'opposition. Ces sommes étaient destinées à les aider dans leur conquête du pouvoir, afin qu'ils mettent en œuvre des politiques favorables à Getax. Dans un courriel consulté par la ABC, Adeang promet d'œuvrer pour que Getax obtienne le plein contrôle sur les réserves de phosphate de Nauru, qui était alors considérées comme un bien public[2]. Le 8 juin, la ABC diffuse un reportage avançant des preuves de corruption à l'encontre de Waqa et d'Adeang ; la police fédérale australienne ouvre une enquête à l'encontre de la compagnie Getax[3].

- 16 juin : Plus de trois cents personnes manifestent à Nauru pour demander la levée de la suspension des cinq députés d'opposition, interdits d'entrée au Parlement depuis plus d'un an pour avoir critiqué le gouvernement. Le gouvernement décrit la manifestation comme une émeute, affirmant que les manifestants ont brisé des vitres du Parlement et blessé dix policiers en leur jetant des pierres. Le député d'opposition Mathew Batsiua est arrêté et placé en détention pour être entré dans l'enceinte du Parlement[4]. Le député d'opposition Roland Kun, installé en Nouvelle-Zélande avec sa famille depuis sa suspension du Parlement, est présent à Nauru au moment de la manifestation mais n'y participe pas. Le lendemain néanmoins,  alors qu'il s'apprête à s'envoler vers la Nouvelle-Zélande pour rejoindre sa famille, le gouvernement Waqa révoque son passeport, lui interdisant de quitter Nauru. Les autorités lui reprochent un entretien qu'il a accordé aux médias australiens une semaine plus tôt[5]. Le 19 juin, les députés d'opposition Squire Jeremiah et Sprent Dabwido sont arrêtés à leur tour pour avoir participé à la manifestation[6]. Fin juin, le gouvernement néo-zélandais, l'Union européenne et l'Union inter-parlementaire s'inquiètent publiquement de ces développements. Ils appellent le gouvernement nauruan à respecter la liberté d'expression, le droit des citoyens de s'informer, le droit de l'opposition parlementaire de fonctionner, ainsi que les normes internationales de droits de l'homme[7]. Le 2 juillet la Chambre des représentants de Nouvelle-Zélande adopte à l'unanimité une motion introduite par le député vert Kennedy Graham exprimant leur « inquiétude » au sujet des actions du gouvernement nauruan : « soupçon d'interférence envers le pouvoir judiciaire, la suspension des députés d'opposition, l'annulation des passeports de députés d'opposition, et l'abrogation de droits civils et politiques »[8].

- 22 décembre : Le ministre de la Santé, Valdon Dowiyogo, est inculpé pour homicide involontaire après avoir heurté une moto avec sa voiture de fonction, tuant une personne et blessant grièvement une autre[9].